# Kalat Hadid
Kalat Hadid (arab. قلعة حديد) – wieś w Syrii, w muhafazie Aleppo, w dystrykcie Ajn al-Arab. W 2004 roku liczyła 1265 mieszkańców.